# Championnat d'Angola de football 2019-2020
Navigation
2018-2019 2020-2021
La saison 2019-2020 du Championnat d'Angola de football est la quarante-deuxième édition de la première division de football en Angola. Les seize meilleures équipes du pays sont regroupées au sein d'une poule unique où elles s'affrontent deux fois, à domicile et à l'extérieur. En fin de saison, les trois derniers du classement sont relégués et remplacés par les trois meilleures équipes du Gira Angola, la deuxième division angolaise.

## Déroulement de la saison
En début de saison, Wiliete Sport Clube remplace le Sport Lubango e Benfica qui refuse de jouer en première division.
Le 14 janvier 2020, après la 15e journée, le 1º de Maio de Benguela est exclu du championnat à la suite de deux forfaits.
Le championnat est interrompu le 22 mars 2020 lors de la 25e journée à cause de la pandémie de Covid-19. Le 30 avril 2020, la fédération invalide la saison, aucun titre de champion sera attribué, aucune relégation sera effectuée, à part le club de 1º de Maio de Benguela exclu du championnat.
Les deux premiers du championnat lors de l'arrêt de la compétition sont qualifiés pour la Ligue des champions de la CAF 2020-2021, le troisième est qualifié pour la Coupe de la confédération 2020-2021, la coupe d'Angola n'étant pas arrivée à son terme, un tirage au sort entre deux demi-finalistes décidera de la deuxième place en Coupe de la confédération (les deux autres demi-finalistes étant déjà qualifiés par le biais du championnat).

## Clubs participants
Les 13 premiers du championnat d'Angola de football 2018-2019 ainsi que les trois meilleures équipes de la deuxième division angolaise participent à la compétition.
- Primeiro de Agosto
- Wiliete Sport Clube - promu de D2
- CD Ferrovia do Huambo - promu de D2
- Inter Luanda
- Petro Luanda
- Santa Rita de Cássia FC
- Recreativo Caála
- Desportivo Huíla
- Académica Lobito
- Bravos de Maquis
- Progresso Sambizanga
- Sagrada Esperança
- Recreativo Libolo
- Sporting Cabinda
- Cuando Cubango FC
- 1º de Maio de Benguela - promu de D2

## Compétition
Le barème de points servant à établir les classements se décompose ainsi :
- Victoire : 3 points
- Match nul : 1 point
- Défaite : 0 point

| Rang | Équipe                    | Pts | J  | G  | N | P  | Bp | Bc | Diff |
| ---- | ------------------------- | --- | -- | -- | - | -- | -- | -- | ---- |
| 1    | Petro Luanda              | 54  | 24 | 16 | 6 | 2  | 41 | 10 | +31  |
| 2    | Primeiro de AgostoT       | 51  | 23 | 16 | 3 | 4  | 42 | 13 | +29  |
| 3    | Bravos de Maquis          | 40  | 23 | 12 | 4 | 7  | 26 | 22 | +4   |
| 4    | Desportivo Huíla          | 37  | 22 | 10 | 7 | 5  | 24 | 16 | +8   |
| 5    | Sagrada Esperança         | 34  | 23 | 9  | 7 | 7  | 21 | 16 | +5   |
| 6    | Academica Lobito          | 33  | 22 | 9  | 6 | 7  | 21 | 18 | +3   |
| 7    | Recreativo Libolo         | 32  | 24 | 9  | 5 | 10 | 25 | 30 | -5   |
| 8    | Inter Luanda              | 31  | 23 | 8  | 7 | 8  | 24 | 23 | +1   |
| 9    | Wiliete Sport Clube P     | 28  | 23 | 7  | 7 | 9  | 20 | 26 | -6   |
| 10   | Clube Recreativo da Caála | 27  | 22 | 8  | 3 | 11 | 16 | 22 | -6   |
| 11   | Progresso do Sambizanga   | 22  | 23 | 6  | 4 | 13 | 16 | 29 | -13  |
| 12   | Sporting Cabinda          | 21  | 19 | 5  | 6 | 8  | 20 | 24 | -4   |
| 13   | Cuando Cubango FC         | 20  | 23 | 4  | 8 | 11 | 17 | 27 | -10  |
| 14   | CD Ferrovia do HuamboP    | 20  | 23 | 4  | 8 | 11 | 9  | 25 | -16  |
| 15   | Santa Rita de Cássia FC   | 16  | 23 | 3  | 7 | 13 | 16 | 37 | -21  |
| 16   | 1º de Maio de Benguela P  | 0   | 0  | 0  | 0 | 0  | 0  | 0  | 0    |

|  | Qualification pour la Ligue des champions de la CAF 2020-2021                |
|  | Qualification pour la Coupe de la confédération 2020-2021                    |
|  | Relégation en deuxième division                                              |
|  | T : Tenant du titre C : Vainqueur de la Taça Angola P : Promu de Gira Angola |

- 1º de Maio de Benguela exclu du championnat après la 15e journée, à la suite de deux forfaits. Tous les résultats sont annulés et le club est relégué. Le club sera remplacé par GD Baixa de Cassanje, tiré au sort après l'annulation du championnat de deuxième division[1].
- Sagrada Esperança qualifié pour la Coupe de la confédération 2020-2021 en tant que demi-finaliste de la Coupe d'Angola non terminée, Inter Luanda l'autre demi-finaliste s'étant désisté. Les autres demi-finalistes, Primeiro de Agosto et Bravos de Maquis, étant déjà qualifiés.